# Lothaire de Supplinbourg
Pour les articles homonymes, voir Lothaire.
 (mai 2012).
Si vous disposez d'ouvrages ou d'articles de référence ou si vous connaissez des sites web de qualité traitant du thème abordé ici, merci de compléter l'article en donnant les références utiles à sa vérifiabilité et en les liant à la section « Notes et références ».
Lothaire II ou III du Saint Empire ou de Supplinbourg (juin 1075 - 4 décembre 1137, Breitenwang, Tyrol), duc de Saxe (à partir de 1106), est élu roi des Romains le 24 mai 1125, puis est couronné empereur du Saint-Empire romain germanique le 4 juin 1133. Son règne est troublé par Frédéric II, duc de Souabe, candidat malheureux au trône, et le frère de ce dernier, Conrad III de Hohenstaufen.

## Biographie

### Ascension vers le pouvoir
Lothaire de Supplinbourg est le fils du comte Gebhard de Supplinbourg et d'Edwige de Formbach. Sa jeunesse est mal connue. Il est né posthume, en juin 1075, peu de temps après que son père trouve la mort à la bataille de Langensalza, le 9 juin 1075, en luttant avec la noblesse saxonne contre l'empereur Henri IV.
Du fait d’achats de fiefs et d’héritages, Lothaire III devient seigneur de Billung, de Nordheim et de Brunswick et donc l’un des propriétaires terriens dominants dans le duché du Nord. La maison des Billung s'éteint en 1106, et Lothaire reçoit le duché de Saxe de l'empereur Henri V, en échange d’une alliance contre son père Henri IV, récemment destitué. Le nouveau duc épouse Richenza de Nordheim, dernière descendante de l'empereur Henri le Saint, et réunit ainsi aux terres du palatinat de Saxe, et à celles des maisons de Supplinhourg et de Querfurt, la riche succession de Nordheim et de Brunswick.
Encouragé par ce titre et mis en fureur par un nouvel impôt sur des familles ducales, Lothaire se fatigue bientôt de la vassalité à laquelle l'empereur prétend le réduire, et donne aux princes allemands le signal de la révolte. Poursuivi par les Impériaux, il se voit d'abord réduit à venir, nu-pieds et en chemise, demander pardon à Henri V, le jour de ses noces, célébrées le 7 janvier 1114 à la diète de Mayence. Toutefois, à peine absous, il trame dans la diète même une nouvelle conspiration. En 1115, avec ses guerriers saxons, il écrase les armées de l'empereur à la bataille de Welfesholz. L'empereur se voit forcé, par l'attitude menaçante des confédérés, de publier une paix générale et de satisfaire à tout prix les mécontents.

### Roi des Romains (1125)
Quand l’empereur Henri V meurt en 1125, Lothaire rencontre le chancelier impérial, l'archevêque de Mayence. Pour l'ecclésiastique, il est un candidat parfait. Certes, il est vieux (cinquante ans), mais son élection est due en partie au fait qu’il n’a pas d’héritier mâle. Après la mort du dernier des empereurs saliques, les princes songent à lui donner un successeur qui ne prétende plus établir, à leurs dépens, une monarchie héréditaire et absolue. Ils se tournent donc vers l'ennemi d'Henri V, Lothaire, le duc de Saxe. Lothaire de Supplinbourg est élu le 30 août et couronné roi des Romains à Aix-la-Chapelle, le 13 septembre 1125.
Comme la plupart de ses prédécesseurs, Lothaire doit affronter de fortes oppositions. Il est élu roi après une lutte de pouvoir difficile contre Frédéric II de Souabe. Mais, il peut compter sur l'appui précieux de la famille des Guelfes, dont son gendre le duc Henri X de Bavière, est le chef. L’amitié du duc de Bohême ne lui est en rien acquise. Il doit faire continuer une campagne entreprise dès 1125 contre la Bohême qui se termine par une défaite. La bataille de Chlumec entre l'armée du duc Sobeslav Ier de Bohême et les divisions de Lothaire a lieu près de la forteresse frontalière de Culm, le 18 février 1126. Parmi les prisonniers des Bohémiens figure le futur margrave du Brandenbourg, Albert.

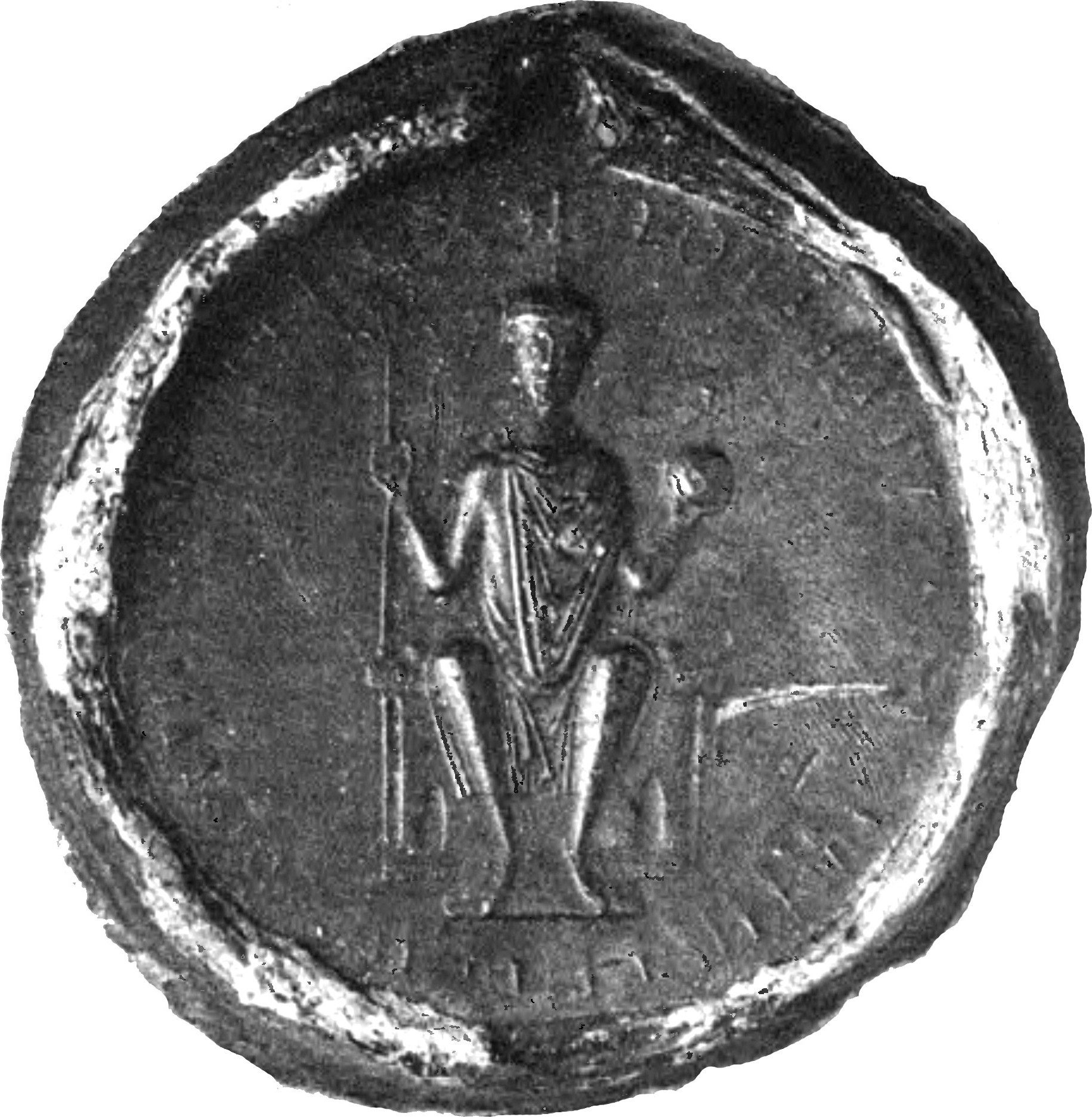
Sceau de Lothaire III.

Au début de son règne, une lutte de succession se transforme en une guerre entre les maisons de Guelfes et les Hohenstaufen. Ce conflit est mené par Frédéric II de Souabe, dit Frédéric le Borgne, et son frère Conrad III de Hohenstaufen. Les Hohenstaufen revendiquent des fiefs indépendants qui sont légitimement à eux, et veulent s’approprier les terres du domaine royal gagnées sous Henri IV et Henri V. Les tentatives de Lothaire pour les accaparer, approuvées par un groupe de nobles réunis à Ratisbonne, provoquent une réaction violente des Hohenstaufen. Frédéric le Borgne est assiégé dans le château de Haguenau par Lothaire auquel il refuse de soumettre, en 1127. Frédéric II de Souabe et son frère Conrad III de Hohenstaufen sont bannis et privés de leurs possessions, la Bourgogne est confiée à Conrad de Zähringen.
Les Hohenstaufen, forts de leurs armées et bénéficiant du soutien de beaucoup de villes impériales, de l’Autriche et du duché de Souabe, décident de faire de Conrad, l'antiroi Conrad III. En 1128, il est couronné roi d’Italie par Anselme V, l'archevêque de Milan. Lothaire profite de l'expédition de Conrad en Italie et de son manque de troupes, en attaquant les Hohenstaufen en Allemagne. Nuremberg et Spire, deux places fortes de ses opposants, sont prises en 1129. L'échec de Conrad III de Hohenstaufen l’oblige à quitter l’Italie, et à revenir en Allemagne 1130. Et c’est une victoire au moins partielle pour le souverain.

### Relations avec le pape
Lors de l'élection pontificale de 1130, qui aboutit à l’élection de deux papes, les deux candidats cherchent le soutien de Lothaire. L’empereur voit là une occasion de profiter de la situation et de réaffirmer le contrôle impérial sur la papauté.
L’antipape, Anaclet II, offre à Lothaire la couronne impériale, mais finalement Lothaire choisit de soutenir Innocent II et il lui promet de l’aider à reprendre Rome. En 1131, ils se rencontrent à Liège, et le roi décide d'aider Innocent II à lutter contre le roi Roger II de Sicile, un allié d’Anaclet II. En échange, Innocent II le couronne à nouveau roi des Romains en 1131.
L’armée qui accompagne Lothaire en Italie en 1132 est peu nombreuse, car le roi a dû laisser le gros de ses troupes en Allemagne pour prévenir une éventuelle révolte des Hohenstaufen. En évitant soigneusement les villes, qui lui sont hostiles, il parvient à Rome en 1133, presque entièrement sous le contrôle d'Anaclet II. Comme la basilique Saint-Pierre leur est fermée, Innocent II couronne empereur Lothaire III au Latran, le 4 juin 1133. Le nouvel empereur, l'écuyer du Saint-Père, est très obéissant envers le pape et admet comme recevables les revendications papales sur les terres de Mathilde de Toscane.

### Campagne en Italie
En retournant en Allemagne, Lothaire III a l'intention de faire la paix. Les frères Hohenstaufen, ruinés par des années de guerre, sont contraints de se soumettre. En 1135, la Diète de Bamberg absout les deux frères et les rétablit dans leurs droits. Dès son retour, ils reconnaissent Lothaire comme empereur et promettent de l'aider dans une autre campagne italienne et signent un traité de paix pour une période de dix ans.
En 1136, devant l'insistance d’Innocent II et de l'empereur byzantin Jean II Comnène, il recommence la guerre qui est dirigée contre Roger II de Sicile. Deux armées principales, l’une menée par Lothaire III, et l'autre par le duc Henri X de Bavière, pénètrent en Italie. Sur la rivière Tronto, le comte Guillaume de Loritello (en) rend hommage à Lothaire et lui ouvre les portes de Termoli. Cet hommage est imité par le comte Hugues II de Molise.
Avançant profondément dans le Sud de la péninsule italienne, les deux armées se rencontrent à Bari et marchent vers le sud en 1137. Devant la menace, Roger II de Sicile propose de donner le comté d'Apulie, comme fief dépendant de l'Empire, à l'un de ses fils, et de donner un autre fils en otage comme garantie. Sur l'insistance du pape, Lothaire refuse le marché.

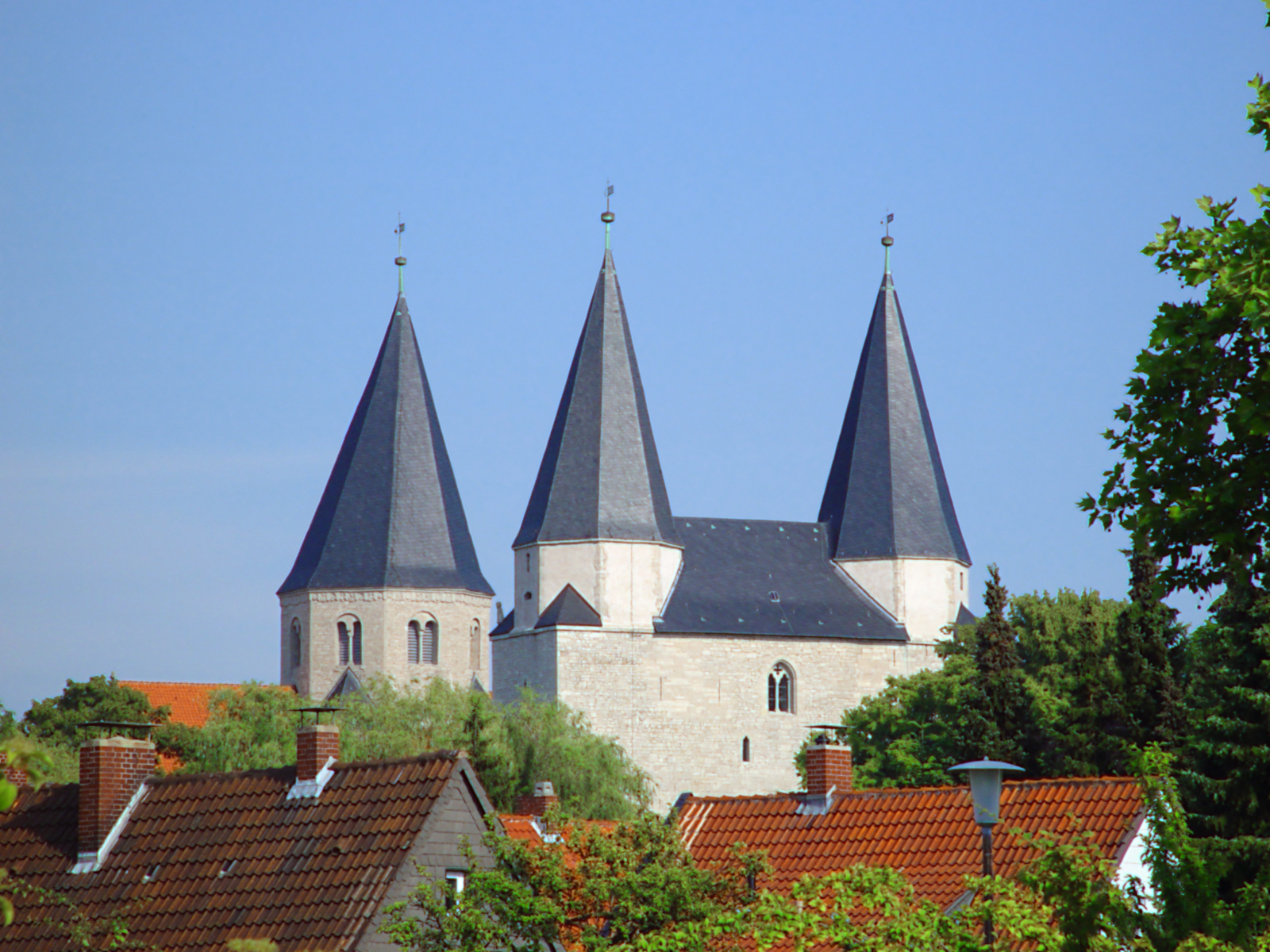
L'église du monastère de Königslutter où il est enseveli.

La poursuite de la campagne et la chaleur insupportable provoquent la révolte des troupes impériales. L'empereur, qui avait espéré la conquête complète de la Sicile, inféode, conjointement avec le pape, les terres conquises d'Apulie et de Capoue, réunies en un duché, à un ennemi de Roger II de Sicile, Rainulf II d'Alife.
Lothaire reprend alors le chemin de la Germanie après avoir fourni 800 chevaliers à son allié Rainulf qui battra son rival Roger II à la bataille de Rignano (30 octobre 1137). Il meurt en route, lors de la traversée des Alpes, dans une chaumière du village de Breitenwang, dans la vallée de Trente le 3 ou le 4 décembre 1137. Il est enseveli dans l'église du monastère de Königslutter.

### Extension de l’Empire à l’est et au nord
La contribution la plus durable de Lothaire à l'Empire vient de ses actions au nord et à l'est. Étant un Saxon, il porte plus d'attention à la région que ses prédécesseurs. Avant même de devenir roi des Romains, il avait donné le contrôle du Holstein et du Stormarn à Adolf de Schauenburg. En 1134, Albert Ier de Brandebourg, surnommé l'« Ours », reçoit en fief la marche du Nord.
En 1136, il nomme Conrad de Wettin, déjà margrave de Misnie, margrave de Lusace, réunissant les deux marches. De plus, il adresse une pétition au pape pour qu'il étende l'autorité et les droits des archevêques de Brême et Magdebourg sur cette région. Le roi Éric II de Danemark devient vassal de l'empereur en 1135, et membre de la Diète.
Son intervention diplomatique couronnée de succès pour mettre fin à la guerre entre la Pologne et la Bohême aboutit au paiement par Boleslas III le Bouche-Torse, duc de Pologne, de dettes dues depuis longtemps. De plus, le duc polonais doit également accepter que la Poméranie et Rügen deviennent des fiefs de l'Empire.

### Sa succession
Après les actes de rigueur de la fin de son règne, on s'attendrait à le voir détesté par les Italiens. Au contraire, ils le mettront sur la même ligne que Henri III, d'illustre mémoire. Si l'on fait abstraction de ses qualités privées, qui étaient réelles, il faut attribuer en grande partie sa popularité à son union, en Italie centrale, avec Innocent II, et en Lombardie, avec les Milanais.
Peu de temps avant son décès, Lothaire avait donné les terres de Mathilde de Toscane à son gendre, Henri X le Superbe, et ses dernières décisions lui donnent aussi le duché de Saxe et les prérogatives royales et impériales.
La succession de Lothaire de Supplinburg est chaudement disputée entre Conrad III de Hohenstaufen, d'une part, et Henri X le Superbe, d'autre part. Henri est duc de Bavière et de Saxe, héritier des biens allodiaux de la comtesse Mathilde en Italie, gendre de l'empereur défunt, chef de l'illustre maison des Welf-Este, dont la puissance s'étend sur une immense bande de territoires, depuis l'Elbe jusqu'aux portes de Rome. Les électeurs, redoutant un tel maître, lui préfèrent Conrad III de Hohenstaufen, duc de Franconie, ex-roi des Lombards de par les Milanais. Nommé à Coblence, il est couronné à Aix-la-Chapelle par un légat du Saint-Siège, le 6 mars 1138. Le gendre de Lothaire en appelle aux armes, mais la mort met bientôt fin à ses projets ambitieux, le 20 octobre 1139.

## Mariage
Lothaire III épouse Richenza de Nordheim, fille d'Henri, comte de Northeim, morte en 1141.
Ils ont un seul enfant qui survit, Gertrude de Saxe, duchesse de Saxe de décembre 1137 à 1138, qui abdique. Elle épouse :
- le 12 juin 1127, le duc Henri X de Bavière, mort en 1139. Il descend par les mâles de la maison des Welfs, et, par sa mère, de celle de Billung. Henri va être le meilleur allié de son beau-père. Non content d'avoir ainsi réuni sur une même tête la fortune de plusieurs familles puissantes, Lothaire donne à son gendre son duché de Saxe, qui s'étend à l'orient jusqu'à la Poméranie et au Mecklembourg, vers le sud jusqu'à l'Unstrutt, vers l'ouest jusqu'au Rhin, et au nord jusqu'à l'Eider. Ainsi, Lothaire brouille Henri avec Conrad de Hohenstaufen, et sème entre les guelfes et les gibelins le premier germe de cette rivalité, qui fera couler tant de sang ;
- puis le 15 mai 1142, elle se remarie avec Henri II d'Autriche (1107-1177), comte palatin du Rhin (1140-1141), duc de Bavière (1143-1156) et margrave (1141-1156), puis duc d'Autriche (1156-1177) de la maison de Babenberg.